# 冉雪峰
冉雪峰（1877年—1963年），原名敬典，字剑虹，别號恨山，男，四川巫山人，中国中医学家、中医教育家，曾任第二、三届全国政协委员。